# Synodites leucopygus
Synodites leucopygus är en stekelart som först beskrevs av Holmgren 1869.  I den svenska databasen Dyntaxa används istället namnet Hypamblys leucopygus. Enligt Catalogue of Life ingår Synodites leucopygus i släktet Synodites och familjen brokparasitsteklar, men enligt Dyntaxa är tillhörigheten istället släktet Hypamblys och familjen brokparasitsteklar. Arten är reproducerande i Sverige. Utöver nominatformen finns också underarten S. l. lapponicus.